# 1970年代

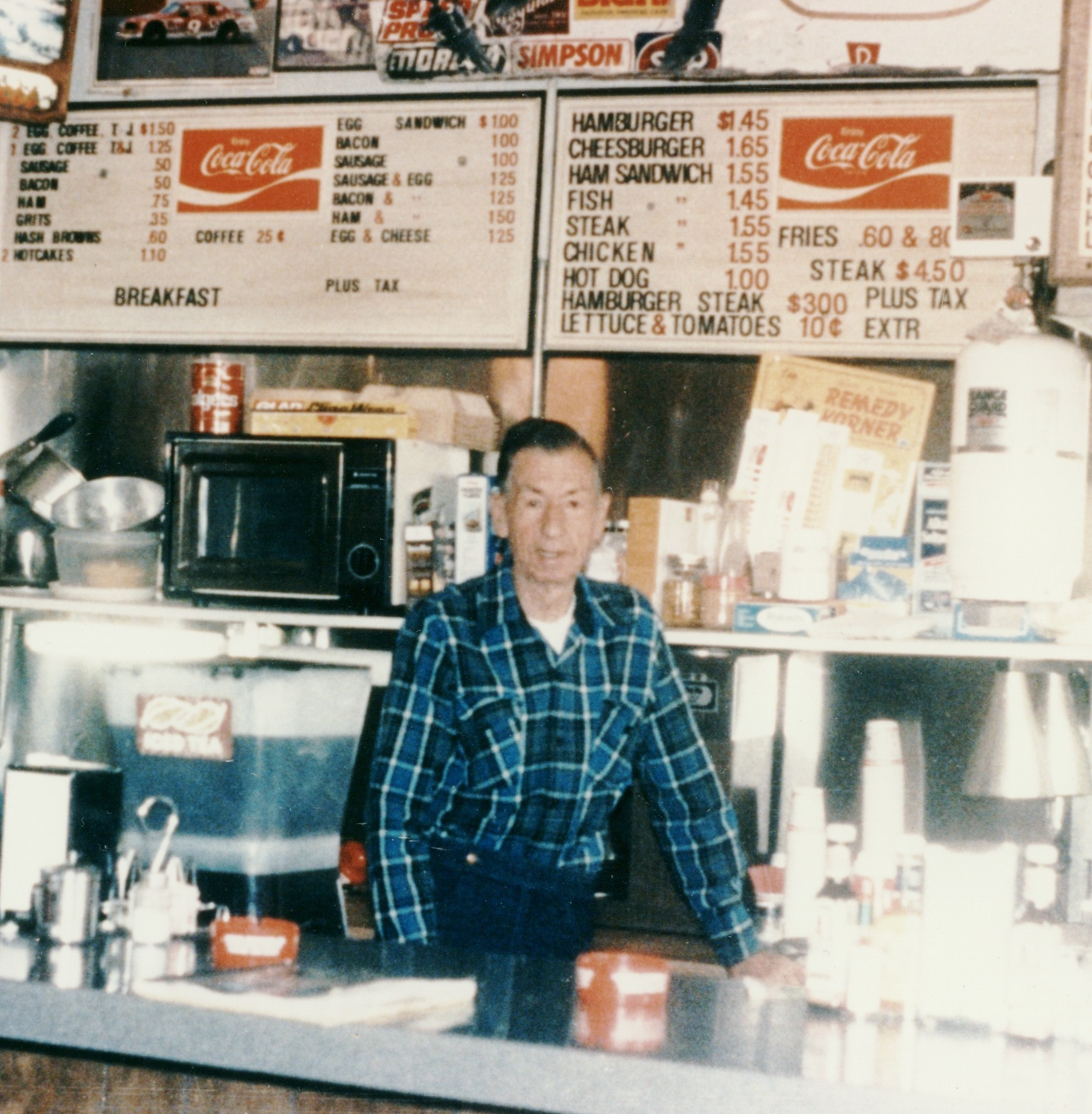
1970年代美國速食店於世界範圍崛起

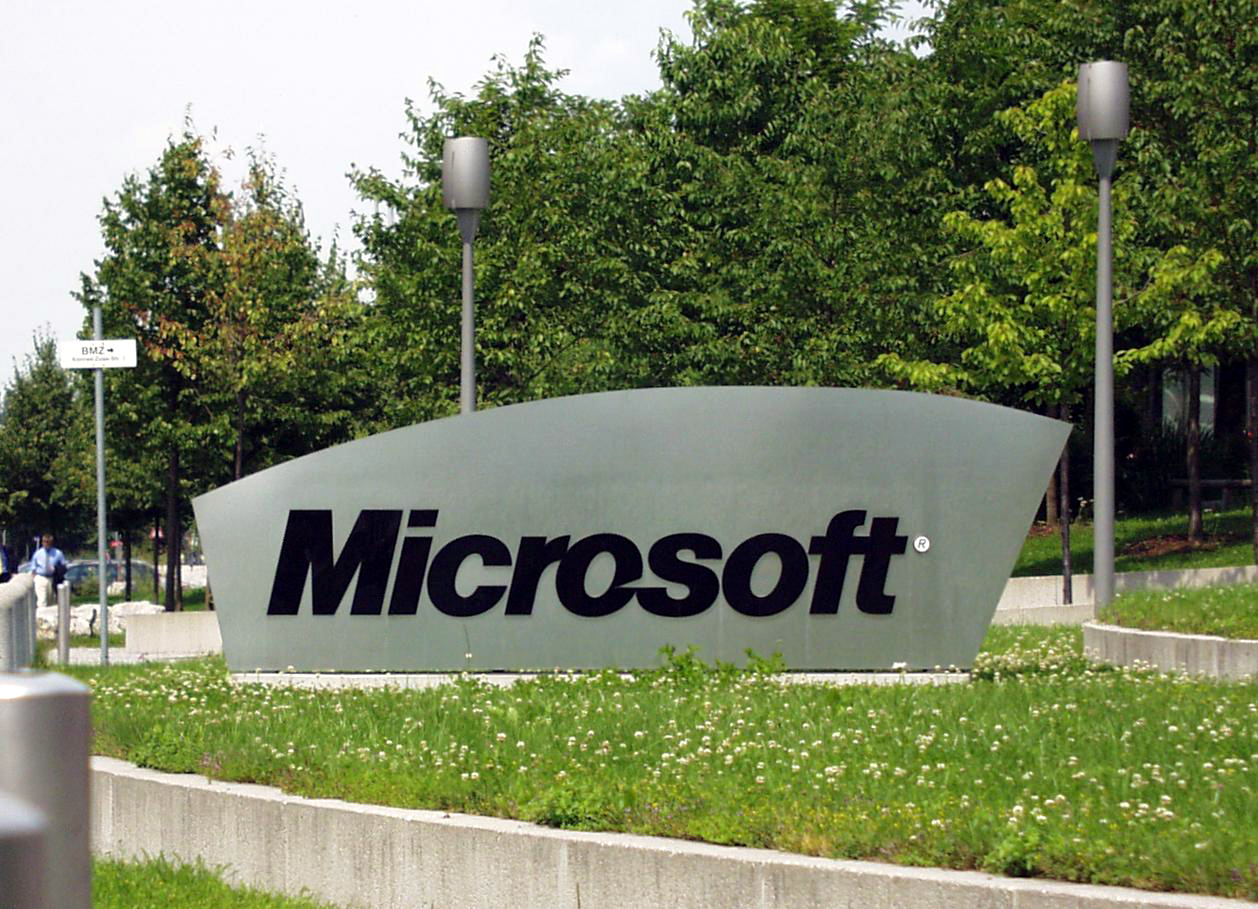
微軟的成立帶動後續電腦革命

星際大戰帶動科幻文化風潮

| 千纪： | 2千纪                                                                                            |
| 世纪： | 19世纪 \| 20世纪 \| 21世纪                                                                       |
| 年代： | 1940年代 \| 1950年代 \| 1960年代 \| 1970年代 \| 1980年代 \| 1990年代 \| 2000年代                 |
| 年份： | 1970年 \| 1971年 \| 1972年 \| 1973年 \| 1974年 \| 1975年 \| 1976年 \| 1977年 \| 1978年 \| 1979年 |

## 大事記

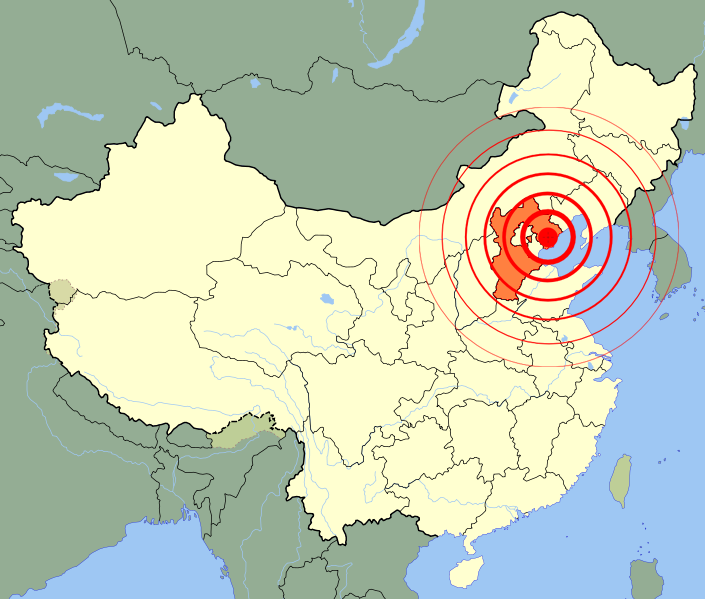
1976年唐山大地震

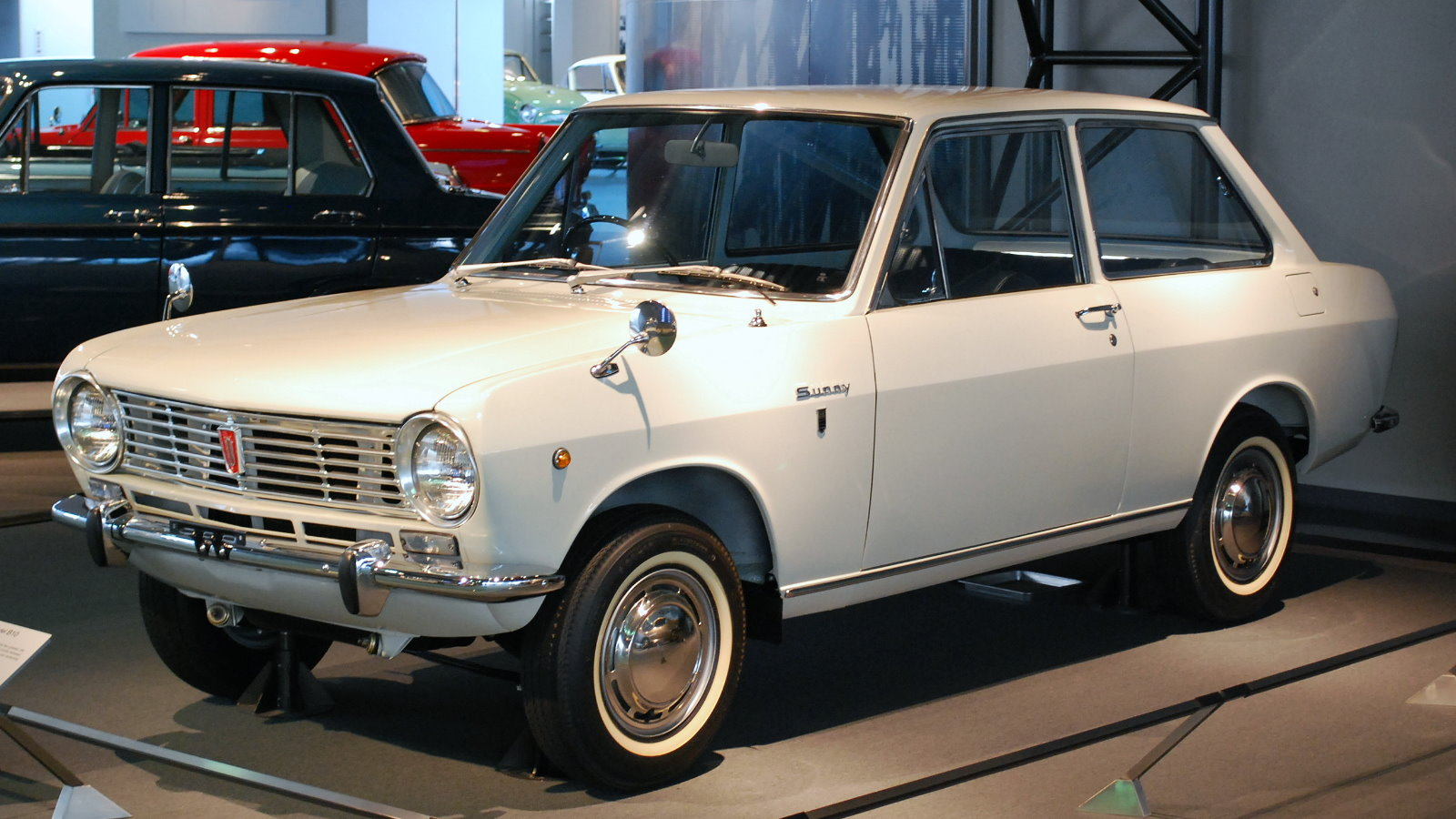
日本經濟起飛，汽車業走向國際

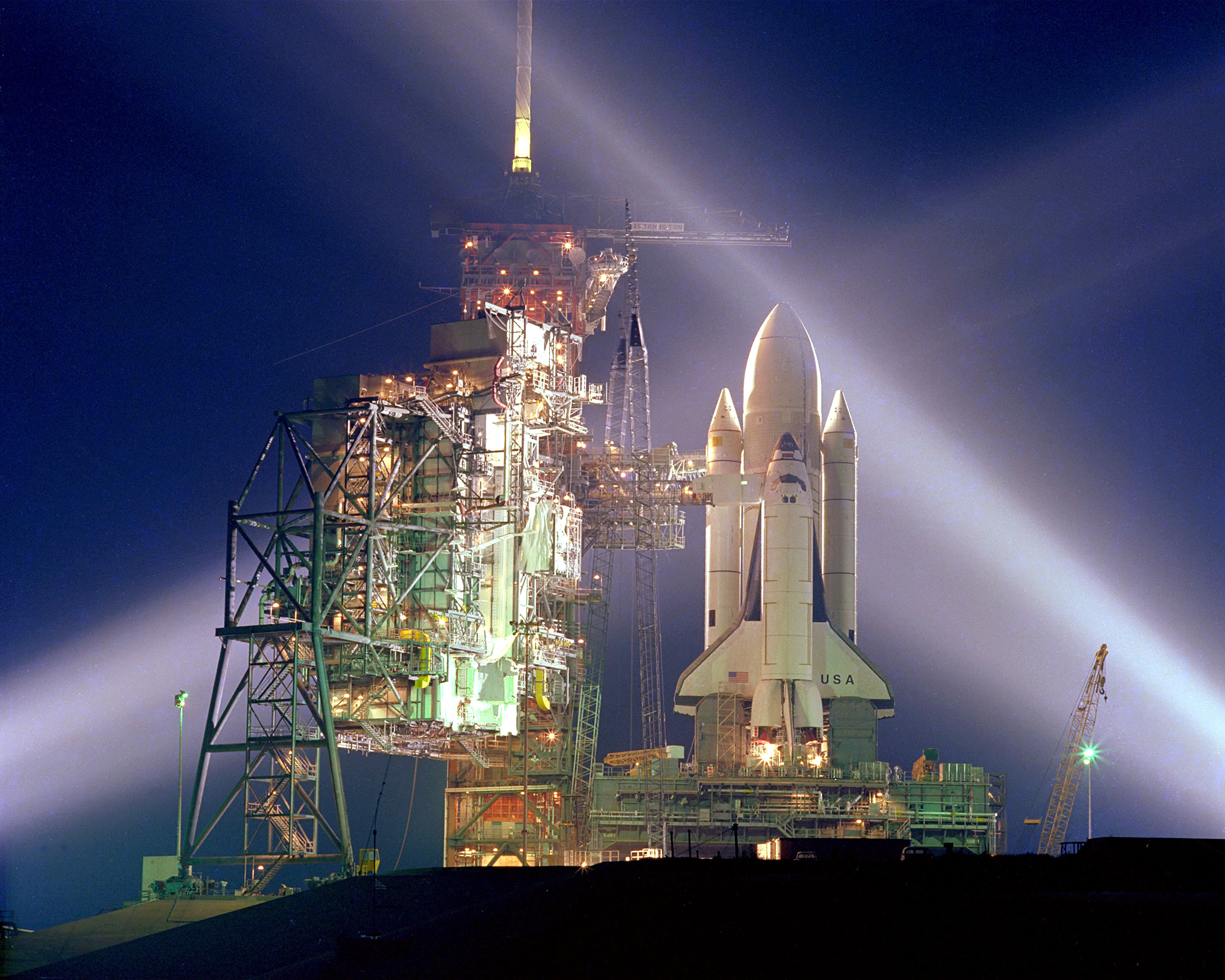
太空梭計畫展開

### 1970年
- 中国第一台具有多道程序分时操作系统和标准汇编语言的计算机——441B－Ⅲ型全晶体管计算机研制成功。
- 马来西亚被巫统最高理事会开除党籍的马哈迪·莫哈末著了一本具争议性的书《马来人的困境》。
- 2月8日——台灣發生泰源事件。
- 3月15日——日本萬國博覽會开幕式在大阪府吹田市举行。
- 3月18日——柬埔寨政客朗诺、施里玛达在美国支持下发动政变废黜正在苏联访问的西哈努克亲王，西哈努克亲王流亡中国。柬埔寨新政府软禁西哈努克的母亲哥沙曼王后。
- 4月22日——美國舉行第一屆Θ地球日活動是世界上最早的大規模群眾性環境保護運動，這次運動催化了人類現代環境保護運動的發展。
- 5月31日——祕魯安卡什區發生黎克特制8.0級強烈地震，全國死亡人數超過66,000人。
- 7月21日——埃及阿斯旺水坝竣工。
- 7月23日——卡布斯·本·赛义德推翻政權，將馬斯喀特蘇丹國改名阿曼蘇丹國。
- 9月22日——马来西亚第一任首相东姑阿都拉曼下台，结束15年首相生涯。由于当时马来西亚国会被搁置，因此执政党推举由敦阿都拉萨继任为首相。
- 11月18日——阿曼独立。
- 11月27日——苏联的诺贝尔文学奖获得者亚历山大·索尔仁尼琴因政治原因无法领奖。
- 12月16日——《海牙公约》签署。
- 12月18日——空中巴士前身空巴工業集團總部設於法國土魯斯，由德國、法國、西班牙與英國共同創立。

### 1971年
- 1月15日——北京地铁一期工程对外试运营，中国进入地铁时代。
- 2月10日——中华人民共和国与奈及利亞建交。
- 3月12日——土耳其发生军事政变。
- 3月26日——台湾澎湖跨海大橋通車。
- 4月10日——中美“乒乓外交”。
- 7月9日——美国国务卿季辛吉访问北京，双方就美国总统尼克松访华一事达成了协议。
- 8月14日——中共中央主席毛泽东开始去南方各地巡视。
- 8月14日——台灣中山高速公路動工。
- 8月28日——台湾掀起“保钓运动”。
- 9月13日——中國共產黨二號人物，毛澤東接班人，中央中央副主席林彪發動政變（即九一三事件），最終在蒙古墜機身亡。
- 10月25日——联合国大会第26届会议决定由中华人民共和国取代中華民國擁有在联合国的一切权益。
- 10月31日——中華民國第三家無線電視台中華電視台正式開播。
- 12月2日——中东国家阿拉伯联合酋长国成立。

### 1972年
- 1月6日——陈毅元帅在北京逝世。
- 1月7日——中国第一枚实用氢弹试验成功。
- 1月31日——中国与马耳他建交。
- 2月14日——中国与墨西哥建交。
- 2月19日——中国与阿根廷建交。
- 2月21日至28日——美国总统尼克松访华。
- 6月5日——中国和希腊建交。
- 7月——立場親台的日本內閣總理大臣佐藤榮作宣佈退休[1]:194。中國國務院總理周恩來乃利用時機主動發表雙方儘速建交之聲明[1]:210。
- 7月4日——朝鲜半岛上的大韩民国和朝鲜民主主义人民共和国共同发表《南北联合声明》，双方肯定了朝鲜领导人金日成提出的“自主、和平统一、民族大团结”的祖国统一三项原则。
- 7月6日——日本國會通過親中的田中角榮繼任內閣總理大臣[1]:194。
- 9月25日——日本內閣總理大臣田中角荣访问中国[1]:194。
- 9月29日——中日邦交正常化，雙方發表「聯合公報」（《中華人民共和國政府和日本國政府聯合聲明》），建立外交關係[1]:194。中華民國外交部發表聲明，宣佈對日絕交，惟與日本民間及其反共人士仍維持友好之關係，雙方貿易及文化交流繼續發展[1]:194。
- 10月11日——中国和德意志联邦共和国（西德）建交。
- 11月8日——德意志民主共和国（东德）和德意志联邦共和国代表在波恩签订《德意志联邦共和国和德意志民主共和国之间关于两国关系基础的条约》。
- 12月21日——中国和澳大利亚建交。
- 12月22日——中国和新西兰建交。

### 1973年
- 砂拉越政府展开斯里阿曼行动，北加里曼丹共产党第二分局总书记黄纪作率解放军下山，并与砂拉越政府签署《和平备忘录》。为结束砂拉越共产党叛乱打下了根基。
- 1月23日，美国达成越南战争停战协议。
- 1月27日，巴黎和平協約簽訂。
- 3月13日，日本國有鐵道發生上尾事件。
- 4月3日，行動電話之父馬丁·庫珀在紐約曼哈頓區的街頭，以他們摩托羅拉團隊所研製的手機，撥打電話給競爭對手贝尔实验室。
- 5月29日，马来西亚巨星比·南利逝世。
- 7月20日，国际武打巨星李小龙逝世。
- 8月8日，韩国总统金大中绑架事件。
- 8月24日到28日，中共十大召开，江青、张春桥、王洪文、姚文元结成“四人帮”。
- 10月6日，第四次中东战争爆发。

### 1974年
- 北加里曼丹共产党第一分局总书记林和贵率解放军下山。
- 世界人口達到40億。
- 1月19日，中国西沙群岛保卫战。
- 3月23日，中国成昆铁路建成。
- 3月，陕西西安发掘出秦始皇陵兵马俑。
- 5月15日， 中国华北地区建立了大港油田。
- 5月18日，印度进行首次核实验——微笑的佛陀。
- 5月31日，馬來西亞與中華民國結束外交關係，並與中華人民共和國建交。
- 6月3日，伊扎克·拉宾出任以色列总理。
- 6月20日，錫金议会通过了由印度拟定的锡金宪法，规定印度政府派驻的首席行政官为政府首脑和议会议长。同年9月印度宪法修正案规定锡金为印度的“联系邦”，在印度两院各为锡金设一个议席。
- 6月26日，北约在比利時首都布魯塞爾正式簽署了美國同西歐盟國調整關係的《大西洋關係宣言》。
- 6月27日，法國和伊朗簽訂幫助伊朗發展十年協定，向伊朗出售了五座核反應爐。
- 7月，香港警務處首支特警隊──神槍手隊，成立。
- 7月31日，土耳其和希腊在塞浦路斯停火协定生效。
- 8月9日，美国总统理查德·尼克松辞职。
- 9月12日，爆发了埃塞俄比亚革命。
- 9月30日，中国第二大大油田胜利油田在山东东营建成。
- 11月29日，彭德怀元帅逝世。

### 1975年

河南“75·8”水库溃坝洪水淹没范围

- 1月5日，邓小平被任命为中共中央军委副主席、中国人民解放军总参谋长。
- 2月4日，中美洲国家海地发生7.3级地震。
- 4月5日，中華民國总統蔣中正在台北逝世，享年89歲。
- 4月30日，北越發動了名為胡志明戰役的總攻擊，越南共和國（南越）在西貢陷落後垮台，越南战争结束，越南统一。
- 8月8日，台风尼娜为河南等地带来暴雨，最终引致河南“75·8”水库溃坝，驻马店地区板桥、石漫滩两座大型水库，以及数十座中小型水库同时垮坝溃决，造成29个县市被淹，1100万亩农田受到毁灭性的灾害，1100万人受灾，24万人死亡，倒塌房屋596万间，冲走耕畜30.23万头，猪72万头，京广线被冲毁102公里。2005年该事件被美国《探索频道》评为世界历史上最重大的人为技术灾难第一名[2][3]。
- 9月16日，南太平洋岛国巴布亚新几内亚宣布独立。
- 9月16日，黎巴嫩内战。
- 11月20日，西班牙国家元首佛朗哥逝世。
- 11月30日，香港九廣鐵路尖沙咀火車站關閉，由紅磡火車站取代。
- 12月7日，印尼統一东帝汶。

### 1976年
- 1月8日，中國国务院总理、全国政协主席周恩来逝世[4]。
- 1月14日，馬來西亞时任首相敦阿都拉萨在治疗白血病时在伦敦逝世，终年53岁。
- 2月4日，第十二屆冬季奧運會在奧地利因斯布魯克開幕。
- 3月5日，马哈迪·莫哈末任职马来西亚副首相（1981年成为首相）。
- 3月8日，吉林地區降落一次世界罕见的陨石雨。
- 4月1日，蘋果電腦公司成立。
- 4月4日，柬埔寨希哈努克亲王辞职，后被軟禁。
- 7月4日，美國獨立建國200週年。
- 7月6日，中國全国人大常委会委员长朱德逝世。同月28日发生唐山大地震，造成242,769到655,237人死亡，164,851人重伤，为中国有记录至今第二多人死亡的地震。（注：第一多人死亡的地震是1556年嘉靖大地震）
- 7月15日，東帝汶成為印尼其中一個省。
- 7月17日至8月1日，加拿大魁北克蒙特利爾舉行第二十一屆奧運會。
- 7月20日，維京一號成功登陸火星。
- 9月9日，中共中央主席、中央军委主席毛澤東逝世。
- 10月，四人幫垮台，文化大革命结束。
- 11月2日，民主党人吉米·卡特在美国总统大选中击败原美国总统杰拉尔德·福特成为美国第39位总统。

### 1979年
- 2月17日，中越边境战争爆发。

## 出生
- 1970年5月9日，郝海东。
- 1970年10月2日，萬綺雯，香港資深女演員。
- 1970年10月24日，袁潔儀，曾為香港亞洲電視藝員、現為香港無綫電視藝員
- 1971年1月28日，袁文傑，香港藝人，現為香港無綫電視藝人、前香港亞洲電視和香港電訊盈科旗下Now寬頻電視藝人。
- 1971年2月14日，酒井法子，日本藝人；胡兵，中國演員
- 1971年4月16日，陳豪，香港演員
- 1972年3月9日，鄭中基，香港歌手。
- 1972年3月23日，布偉傑，美裔TVB演員, 人稱「韋一」。
- 1972年3月31日，趙學而，香港歌手。
- 1972年6月8日，杜汶澤，香港演員。
- 1972年7月6日，戴耀明，香港演員。
- 1972年7月19日，藤木直人，日本演員、歌手。
- 1972年8月18日，小室桂子，日本歌手。
- 1972年8月18日，中居正廣，日本歌手、演員。
- 1972年8月18日，古巨基，香港演員及歌手。
- 1972年8月19日，鄭秀文，香港歌手及演員。
- 1972年9月13日，陳慧琳，香港演員及歌手。
- 1972年9月17日，甄志強，前香港演員。
- 1972年10月6日，柳時元，韓國藝人。
- 1972年10月9日，長野博，日本藝人。
- 1972年12月5日，郭卓樺，香港藝員。
- 1973年10月11日，金城武，演员。
- 1973年10月13日，松嶋菜菜子，日本演員。
- 1974年1月7日，楊恭如，香港女演員
- 1974年2月13日，馬國明，香港演員。
- 1974年7月27日， 陳奕迅 ，香港流行音樂男歌手及演員
- 1975年1月28日：神谷浩史，日本聲優；蔡健雅，新加坡女唱作歌手
- 1976年3月25日，梁詠琪，香港歌手。
- 1976年7月15日，水明琪，香港小姐2001年參賽者及前香港無綫電視女藝員，香港主持人。
- 1976年8月13日，劉浩龍，香港流行歌手。
- 1976年9月26日，敖嘉年，香港演員
- 1976年10月2日，陳山聰，香港演員
- 1977年1月31日，香取慎吾，日本歌手、演員。
- 1977年9月14日，伍家謙，香港體育記者

## 逝世
- 1971年9月11日，尼基塔·赫魯雪夫，曾任蘇聯共產黨中央委員會第一書記，蘇聯部長會議主席，1964年因政變被迫下台。
- 1971年9月13日，林彪，十大元帥之一，中共中央副主席，曾被毛澤東指定為接班人。
- 1972年1月6日，陈毅，十大元帅之一，曾任中华人民共和国国务院副总理、中共中央军委副主席、中华人民共和国外交部部长，上海市人民政府首任市长。
- 1973年5月29日，比·南利，马来西亚巨星。
- 1973年7月20日，李小龍，著名美國及香港影星。
- 1974年11月29日，彭德懷，十大元帥之一，曾任中华人民共和国國防部部長。
- 1975年4月2日，董必武，中國共產黨早期主要領導人之一，曾任中華人民共和國副主席、代主席。
- 1975年4月5日，蔣中正，中華民國總統、中國國民黨總裁。
- 1976年1月8日，周恩來，中國共產黨主要領導人之一，國務院總理、全國政協主席。
- 1976年1月14日，敦阿都拉萨，馬來西亞第二任首相。
- 1976年7月6日，朱德，十大元帥之一，中國共產黨主要領導人之一，中共全国人大常委会委员长。
- 1976年9月9日，毛澤東，中國共產黨領導人、中央委員會主席，中華人民共和國締造者。
- 1979年10月26日，朴正熙，大韓民國總統。

## 其他
- 七十年代也是一本香港雜誌的名稱，見九十年代 (雜誌)。
- 1970年代臺灣
- 1970年代香港